# S
S, s là chữ thứ 19 trong phần nhiều chữ cái dựa trên Latinh và là chữ thứ 23 trong chữ cái tiếng Việt.
- Trong bảng mã ASCII dùng ở máy tính, chữ S hoa có giá trị 83 và chữ s thường có giá trị 115.
- Trong hệ đo lường quốc tế:
  - s là ký hiệu cho giây.
  - S là ký hiệu cho siemens.
- Trong hóa sinh học, S là biểu tượng cho serine.
- Trong sinh học S là ký hiệu của Entropy
- Trong hóa học, S là ký hiệu cho nguyên tố lưu huỳnh (Sulfur Z = 16).
- Trong vật lý, S là ký hiệu cho proton.
- Trong tin học, <s> là một thẻ HTML để vẽ một vạch ngang xóa bỏ lên trên chữ (strike out).
- Trong toán học, S thường dùng để chỉ một tổng số.
- Theo mã số xe quốc tế, S được dùng cho Thụy Điển (Sweden).
- S được gọi là Sierra trong bảng chữ cái âm học NATO.
- Trong bảng chữ cái Hy Lạp, S tương đương với Σ và s tương đương với σ (nếu đứng cuối chữ thì phải dùng ς).
- Trong bảng chữ cái Cyrill, S tương đương với С và s tương đương với с.
- Hình dạng lãnh thổ Việt Nam là hình chữ S.
- Kích cỡ quần áo Small có nghĩa là nhỏ viết tắt là S

| Bảng chữ cái Latinh                                                                         | Bảng chữ cái Latinh       | Bảng chữ cái Latinh       | Bảng chữ cái Latinh       | Bảng chữ cái Latinh       | Bảng chữ cái Latinh       | Bảng chữ cái Latinh       | Bảng chữ cái Latinh       | Bảng chữ cái Latinh       | Bảng chữ cái Latinh       | Bảng chữ cái Latinh       | Bảng chữ cái Latinh       | Bảng chữ cái Latinh       | Bảng chữ cái Latinh       | Bảng chữ cái Latinh       | Bảng chữ cái Latinh       | Bảng chữ cái Latinh       | Bảng chữ cái Latinh       | Bảng chữ cái Latinh       | Bảng chữ cái Latinh       | Bảng chữ cái Latinh       | Bảng chữ cái Latinh       | Bảng chữ cái Latinh       | Bảng chữ cái Latinh       | Bảng chữ cái Latinh       | Bảng chữ cái Latinh       | Bảng chữ cái Latinh       | Bảng chữ cái Latinh       | Bảng chữ cái Latinh       | Bảng chữ cái Latinh       | Bảng chữ cái Latinh       | Bảng chữ cái Latinh       | Bảng chữ cái Latinh       |
| Bảng chữ cái chữ Quốc ngữ                                                                   | Bảng chữ cái chữ Quốc ngữ | Bảng chữ cái chữ Quốc ngữ | Bảng chữ cái chữ Quốc ngữ | Bảng chữ cái chữ Quốc ngữ | Bảng chữ cái chữ Quốc ngữ | Bảng chữ cái chữ Quốc ngữ | Bảng chữ cái chữ Quốc ngữ | Bảng chữ cái chữ Quốc ngữ | Bảng chữ cái chữ Quốc ngữ | Bảng chữ cái chữ Quốc ngữ | Bảng chữ cái chữ Quốc ngữ | Bảng chữ cái chữ Quốc ngữ | Bảng chữ cái chữ Quốc ngữ | Bảng chữ cái chữ Quốc ngữ | Bảng chữ cái chữ Quốc ngữ | Bảng chữ cái chữ Quốc ngữ | Bảng chữ cái chữ Quốc ngữ | Bảng chữ cái chữ Quốc ngữ | Bảng chữ cái chữ Quốc ngữ | Bảng chữ cái chữ Quốc ngữ | Bảng chữ cái chữ Quốc ngữ | Bảng chữ cái chữ Quốc ngữ | Bảng chữ cái chữ Quốc ngữ | Bảng chữ cái chữ Quốc ngữ | Bảng chữ cái chữ Quốc ngữ | Bảng chữ cái chữ Quốc ngữ | Bảng chữ cái chữ Quốc ngữ | Bảng chữ cái chữ Quốc ngữ | Bảng chữ cái chữ Quốc ngữ | Bảng chữ cái chữ Quốc ngữ | Bảng chữ cái chữ Quốc ngữ | Bảng chữ cái chữ Quốc ngữ |
| ------------------------------------------------------------------------------------------- | ------------------------- | ------------------------- | ------------------------- | ------------------------- | ------------------------- | ------------------------- | ------------------------- | ------------------------- | ------------------------- | ------------------------- | ------------------------- | ------------------------- | ------------------------- | ------------------------- | ------------------------- | ------------------------- | ------------------------- | ------------------------- | ------------------------- | ------------------------- | ------------------------- | ------------------------- | ------------------------- | ------------------------- | ------------------------- | ------------------------- | ------------------------- | ------------------------- | ------------------------- | ------------------------- | ------------------------- | ------------------------- |
| Aa                                                                                          | Ăă                        | Ââ                        | Bb                        | Cc                        | Dd                        | Đđ                        | Ee                        | Êê                        |                           | Gg                        | Hh                        | Ii                        |                           | Kk                        | Ll                        | Mm                        | Nn                        | Oo                        | Ôô                        | Ơơ                        | Pp                        | Qq                        | Rr                        | Ss                        | Tt                        | Uu                        | Ưư                        | Vv                        |                           | Xx                        | Yy                        |                           |
| Bảng chữ cái Latinh cơ bản của ISO                                                          |                           |                           |                           |                           |                           |                           |                           |                           |                           |                           |                           |                           |                           |                           |                           |                           |                           |                           |                           |                           |                           |                           |                           |                           |                           |                           |                           |                           |                           |                           |                           |                           |
| Aa                                                                                          |                           |                           | Bb                        | Cc                        | Dd                        |                           | Ee                        |                           | Ff                        | Gg                        | Hh                        | Ii                        | Jj                        | Kk                        | Ll                        | Mm                        | Nn                        | Oo                        |                           |                           | Pp                        | Qq                        | Rr                        | Ss                        | Tt                        | Uu                        |                           | Vv                        | Ww                        | Xx                        | Yy                        | Zz                        |
| Chữ S với các dấu phụ                                                                       |                           |                           |                           |                           |                           |                           |                           |                           |                           |                           |                           |                           |                           |                           |                           |                           |                           |                           |                           |                           |                           |                           |                           |                           |                           |                           |                           |                           |                           |                           |                           |                           |
| Śś                                                                                          | Ṥṥ                        | Ŝŝ                        | Šš                        | Ṧṧ                        | Ṡṡẛ                       | Şş                        | Ṣṣ                        | Ṩṩ                        | Șș                        | S̩s̩                        | ᵴ                         | ᶊ                         | ʂ                         | ȿ                         |                           |                           |                           |                           |                           |                           |                           |                           |                           |                           |                           |                           |                           |                           |                           |                           |                           |                           |
| Ghép hai chữ cái                                                                            |                           |                           |                           |                           |                           |                           |                           |                           |                           |                           |                           |                           |                           |                           |                           |                           |                           |                           |                           |                           |                           |                           |                           |                           |                           |                           |                           |                           |                           |                           |                           |                           |
| Sa                                                                                          | Să                        | Sâ                        | Sb                        | Sc                        | Sd                        | Sđ                        | Se                        | Sê                        | Sf                        | Sg                        | Sh                        | Si                        | Sj                        | Sk                        | Sl                        | Sm                        | Sn                        | So                        | Sô                        | Sơ                        | Sp                        | Sq                        | Sr                        | Ss                        | St                        | Su                        | Sư                        | Sv                        | Sw                        | Sx                        | Sy                        | Sz                        |
| SA                                                                                          | SĂ                        | SÂ                        | SB                        | SC                        | SD                        | SĐ                        | SE                        | SÊ                        | SF                        | SG                        | SH                        | SI                        | SJ                        | SK                        | SL                        | SM                        | SN                        | SO                        | SÔ                        | SƠ                        | SP                        | SQ                        | SR                        | SS                        | ST                        | SU                        | SƯ                        | SV                        | SW                        | SX                        | SY                        | SZ                        |
| aS                                                                                          | ăS                        | âS                        | bS                        | cS                        | dS                        | đS                        | eS                        | êS                        | fS                        | gS                        | hS                        | iS                        | jS                        | kS                        | lS                        | mS                        | nS                        | oS                        | ôS                        | ơS                        | pS                        | qS                        | rS                        | sS                        | tS                        | uS                        | ưS                        | vS                        | wS                        | xS                        | yS                        | zS                        |
| AS                                                                                          | ĂS                        | ÂS                        | BS                        | CS                        | DS                        | ĐS                        | ES                        | ÊS                        | FS                        | GS                        | HS                        | IS                        | JS                        | KS                        | LS                        | MS                        | NS                        | OS                        | ÔS                        | ƠS                        | PS                        | QS                        | RS                        | SS                        | TS                        | US                        | ƯS                        | VS                        | WS                        | XS                        | YS                        | ZS                        |
| Ghép chữ S với số hoặc số với chữ S                                                         |                           |                           |                           |                           |                           |                           |                           |                           |                           |                           |                           |                           |                           |                           |                           |                           |                           |                           |                           |                           |                           |                           |                           |                           |                           |                           |                           |                           |                           |                           |                           |                           |
|                                                                                             |                           |                           |                           | S0                        | S1                        | S2                        | S3                        | S4                        | S5                        | S6                        | S7                        | S8                        | S9                        |                           |                           |                           |                           |                           | 0S                        | 1S                        | 2S                        | 3S                        | 4S                        | 5S                        | 6S                        | 7S                        | 8S                        | 9S                        |                           |                           |                           |                           |
| Xem thêm                                                                                    |                           |                           |                           |                           |                           |                           |                           |                           |                           |                           |                           |                           |                           |                           |                           |                           |                           |                           |                           |                           |                           |                           |                           |                           |                           |                           |                           |                           |                           |                           |                           |                           |
| Biến thể Chữ số Cổ tự học Danh sách các chữ cái Dấu câu Dấu phụ ISO/IEC 646 Lịch sử Unicode |                           |                           |                           |                           |                           |                           |                           |                           |                           |                           |                           |                           |                           |                           |                           |                           |                           |                           |                           |                           |                           |                           |                           |                           |                           |                           |                           |                           |                           |                           |                           |                           |